# Poemi asolani
Poemi asolani è un film del 1985 diretto da Georg Brintrup.
Pellicola biografica italo-tedesca incentrata sul compositore italiano Gian Francesco Malipiero.
Nel film è Malipiero stesso (l'attore francese Philippe Nahoun) a narrare i momenti salienti del suo percorso esistenziale e artistico: Tutto ricordo e cerco questa gioia crudele che mi fa soffrire, perché mi trasporta in un mondo che domina la mia fantasia.

## Trama
I ricordi di Malipiero partono da Venezia, città natìa, alla cui tradizione musicale e teatrale egli si sentirà legato per tutta la vita. Frequenta il Liceo Musicale di Bologna dove studia sotto la guida del maestro Marco Enrico Bossi,  ma ben presto i suoi veri maestri diverranno i compositori antichi italiani: Palestrina, Gesualdo da Venosa, Orazio Vecchi, Claudio Monteverdi e Domenico Scarlatti, che egli approfondirà da autodidatta.
Si perfeziona a Berlino e successivamente a Parigi dove incontra Alfredo Casella. Questi lo invita alla rappresentazione di un nuovo balletto di Igor Stravinskij, Le sacre du printemps. Quella sera, come egli stesso racconta, si sveglierà da un “lungo e pericoloso letargo”, adottando uno stile di composizione, che lo distinguerà da tutti gli altri colleghi contemporanei.
Rientrato in Italia, durante una gita nella campagna veneta, scopre il paesino di Asolo e se ne innamora. Prende così l'abitudine di tornarci ogni anno, per trascorrervi i primi giorni di novembre, alloggiando nella casa che più tardi sarà di Eleonora Duse. Neanche durante la prima guerra mondiale interrompe la frequentazione del paese. Nella notte del primo novembre 1916, gli capita di assistere a un singolare spettacolo: sotto il rombo di cannonate e boati lontani, vede emergere, dalla nebbia della pianura padana, il bagliore di grandi fuochi, accesi dai contadini. La suggestione profonda che lo pervade stimola la sua creatività: Devo confessare che senza nulla voler narrare né riprodurre fui costretto a scrivere i “Poemi Asolani”, sicuro di non contraddire me stesso.  La Prima Guerra, se da una parte sconvolge la sua vita, dall'altra gli dà la consapevolezza che, grazie a quell'epoca, sta riuscendo a creare qualcosa di innovativo, nello stile e nella forma della sua arte. Le opere di quel periodo, infatti, rispecchiano una profonda agitazione interiore e, insieme, un dirompente slancio creativo. Le “Pause del Silenzio” non rappresentano nessuna tendenza, nessuna intenzione che non sia puramente musicale: Vennero concepite durante la guerra quando era più difficile trovare il silenzio, e quando, se si trovava, molto si temeva d'interromperlo, sia pure musicalmente. 
Nel 1923, Malipiero realizza un grande sogno, quello di vivere in campagna per sfuggire il rumore, e cercare, nell'isolamento, la concentrazione più adatta al suo lavoro. Lascia infatti Venezia e si stabilisce in modo definitivo ad Asolo. Ma anche lì, nella sua casa ai piedi di una collina dominata dal sagrato di una chiesetta fra i cipressi, non ottiene quel silenzio tanto desiderato. Senza via di scampo, spesso mi sento come un topo in trappola. Il sagrato è il luogo più profanato di Asolo, dove si giuoca urlando e si urla giuocando. Malipiero fa installare doppie finestre e chiusure ermetiche in casa e lavora soprattutto di notte. Il rumore per lui ha assunto il potere di una forza distruttrice. La luce si può dominare, il rumore no.
Si consola con gli animali che considera molto più musicali. La loro voce si fonde con la natura, è la voce stessa della Terra. L'uomo essendosi completamente staccato dalla natura, con essa non s'intona più nemmeno quando canta o crede di cantare.   Nonostante l'incubo del rumore, Malipiero riesce a comporre sinfonie, quartetti e musiche per pianoforte. I primi contatti con il pubblico sono devastanti: stroncature della critica, dissensi fra gli ascoltatori. Ma chi ascolta la vostra musica? Coloro che più odiano la musica sono gli amatori. 
La critica non gli perdona le sue denigrazioni dell'opera italiana ottocentesca. Eppure, Malipiero si è sempre astenuto da qualsiasi presa di posizione “contro”. Preferisce battersi “pro” qualcosa. È convinto che la musica negli ultimi secoli si sia a poco a poco ridotta alle sole tonalità maggiore e minore. Il sistema temperato ha permesso, dal punto di vista fisico, una formazione dell'orecchio che non ha più nulla a che vedere con la musicalità di un Palestrina o di un Domenico Scarlatti. Malipiero inizia perciò - accanto alle proprie composizioni - il lungo lavoro di edizione delle opere complete di Claudio Monteverdi.
Alla fine dell'esistenza si rende conto che non nutre uguale amore per tutte le sue creazioni. Il suo teatro gli appare come una specie di “miraggio evanescente”.  Tuttavia conserva la consapevolezza di aver sempre obbedito, per tutta la vita, a un principio per lui inderogabile: Ho inesorabilmente scartato e distrutto ciò che era frutto della mia volontà anziché del mio istinto.

## Produzione
"Poemi Asolani" è il titolo di una composizione per pianoforte di Gian-Francesco Malipiero (nel film eseguita da Gino Gorini). Si tratta di un film musicale, o musical non vocale, per il quale sono stati scelti soltanto brani di musica strumentale, utilizzati come accompagnamento all'azione filmica. Le musiche strumentali di Malipiero sono molto cinematografiche, e dunque particolarmente adatte a tale scopo. Malipiero stesso ha curato la colonna sonora di due film: "Acciaio" di Walter Ruttmann (1932) e "La carrozza d'oro" di Jean Renoir (1953). Nei “Poemi Asolani” le scene sono state create in funzione della musica: ogni singola inquadratura ha un numero preciso di battute o note musicali. L'azione degli attori e i movimenti della m.d.p. sono regolati, infatti, secondo i tempi e i ritmi delle opere musicali. Inoltre, nel film i rumori assumono lo stesso valore della musica, analogamente a quanto accade nelle composizioni di Malipiero, sovente ispirate ai rumori della vita quotidiana.

## Colonna Sonora
- San Francesco d'Assisi, mistero per soli, coro e orchestra (1920-1921, New York 1922)
- La bottega da caffè (1926)
- Impressioni dal vero (il capinero) (1910)
- Impressioni dal vero (il chiù) (1910)
- Le sacre du printemps di Igor Stravinsky (1913)
- Impressioni dal vero (il picchio) (1915)
- Poemi asolani (1916)
- Pause del silenzio I, (1917); II Sul fiume del tempo, L'esilio dell'eroe, Il grillo cantarino, (1925-1926)
- Quartetto per archi n.1 "Rispetti e strambotti" (1920)
- Sinfonia n. 1 "In quattro tempi, come le quattro stagioni" (1933)
- Sinfonia n. 6 "Degli archi" (1947)
- L'Orfeide (1919-1922, Düsseldorf 1925), in tre parti:
  - I La morte delle maschere
  - II Sette canzoni
- Sinfonia n. 7 "Delle canzoni" (1948)

## Distribuzione
Poemi Asolani fu proiettato al Prix Italia 1985, al Salso Film & TV Festival di Salsomaggiore Terme (fuori concorso) nel 1985, 8ª edizione e al Festival Internazionale d'Oriolo nel 1986, dove vinse il Premio per la migliore fotografia.

## Accoglienza

### Critica
A Brintrup riesce il raro e arduo lavoro di creare il miracolo del ritratto immaginario di un artista lontano nel tempo, in uno scorrere di sequenze sempre straniate e con allusioni surreali. Egli vi riesce grazie al coraggio di una creazione sperimentale, che ripercorre visivamente la storia di un'arte verbale e musicale.»
(Mechthild Zschau in "Frankfurter Allgemeine Zeitung" del 9.12.1985)
(in "La Repubblica" dal 31.7.1986)
(Gianfranco D'Alonzo in L'Unità del 29.7.1986)